# Албрехт Хайнрих фон Брауншвайг-Волфенбютел
Албрехт Хайнрих фон Брауншвайг-Волфенбютел (на немски: Albrecht Heinrich von Braunschweig-Wolfenbüttel; * 26 февруари 1742, Волфенбютел; † 8 август 1761, Хам, Вестфалия) е принц/херцог на Брауншвайг и Люнебург и Брауншвайг-Волфенбютел и пруски офицер.

## Живот
Той е третият син (седмото дете от 13 деца) на княз Карл I фон Брауншвайг-Волфенбютел (1713 – 1780) и съпругата му Филипа Шарлота Пруска (1716 – 1801), четвъртата дъщеря на пруския крал Фридрих Вилхелм I (1688 – 1740) и Софи Доротеа фон Брауншвайг-Люнебург (1687 – 1757), дъщеря на крал Джордж I от Великобритания.
Албрехт Хайнрих получава, както братята му, домашно обучение от добри учители. След това той учи и е възпитаван от абат Йерусалем в „Collegium Carolinum“. През 1753 г. той става домхер в катедралния капител в Любек.
Албрехт Хайнрих започва, както братята му, военна си кариера в Брауншвайг и става полковник. Той е ранен в битка с французите от мускет-патрон във врата и умира на 19 години на 8 август 1761 г. в Хам във Вестфалия. Погребан е на 21 август 1761 г. в херцогската гробница в катедралата на Брауншвайг.